# 有明町 (苫小牧市)
有明町（ありあけちょう）は、北海道苫小牧市にある町名。
現行行政地名は有明町一丁目から有明町二丁目。住居表示実施済み。

## 地理
苫小牧市の西部に位置し、東は苫小牧川を挟んで元町、西は小糸井町、北は光洋町、日吉町と接しており、南は太平洋に面している。

## 歴史
1969年（昭和44年）から糸井土地区画整理事業が実施され、糸井鉄南地区（有珠川と糸井団地通りに挟まれたJR室蘭本線以南の143ha）を対象に行われた。地域が広いため、鉄道と国道の間を3区画、国道より浜側を2区画の合計5区画に分けて新町名を設定し、住居表示にならって適当な数の丁目に細分化することを決めた。
住民代表との協議も行い、町名の選定、町割りを進め、国道・海岸間の東側は有明町に決まった。町名の由来は海岸地帯で東の地平線がはっきりと見え、夜明けをいち早く知ることができることから。
当初は1976年（昭和51年）8月からの予定であったが、道の換地手続きが遅れ、9月1日より実施された。
1979年（昭和54年）11月1日、住居表示が実施された。

## 世帯数と人口
2025年（令和7年）1月末現在の世帯数と人口は以下の通りである。
| 町丁         | 世帯数 | 人口 |
| ------------ | ------ | ---- |
| 有明町一丁目 | 67     | 113  |
| 有明町二丁目 | 143    | 231  |
| 計           | 210    | 344  |

## 小・中学校の学区
市立小・中学校に通う場合、学区は以下の通りとなる。
|              | 小学校               | 中学校               |
| ------------ | -------------------- | -------------------- |
| 有明町一丁目 | 苫小牧市立大成小学校 | 苫小牧市立光洋中学校 |
| 有明町二丁目 | 苫小牧市立糸井小学校 | 苫小牧市立光洋中学校 |

## 交通

### 道路
- 国道36号線

### 鉄道
- 最寄り駅は日吉町のJR北海道室蘭本線「糸井駅」

### バス
- 登別温泉行きや、市内線を道南バスが運行している[11]。

## 施設

### 一丁目
- 苫小牧第一観光ハイヤー
- 苫小牧灯台[12]
- 南北海道三菱自動車販売本社[13]
  - 苫小牧本店
- オリックスレンタカー苫小牧店[14]
- 南北海道スズキ販売 スズキアリーナ有明[15]
- 苫小牧LPガス事業協同組合[16]
- 函館マジマ苫小牧特設会場[17]
- 南北海道三菱自動車販売ボディーショップ苫小牧[18]
- 苫食[19]

### 二丁目
- 日本郵便輸送苫小牧営業所[20]
- apollostation 有明SS[21]
- ヤマト運輸 苫小牧有明営業所[22]
- 金剛園 和み亭[23]
- 万代 苫小牧店[24]
- 一休そば 総本店[25]
- 王子サーモン
  - 本店・北海道工場[26]
  - 苫小牧・北海道工場直営店[27]
- 羅阿麺館[28]
- マルキタ家具センター[29]

## その他

### 日本郵便
- 郵便番号: 053-0812[3]（集配局：苫小牧郵便局[30]）。

### 警察
管轄する警察署、交番・派出所は以下の通りである。
| 丁目・字 | 警察署       | 交番・派出所 |
| -------- | ------------ | ------------ |
| 全域     | 苫小牧警察署 | 糸井交番     |